# Coupe du monde de cyclisme sur piste 2004
Navigation
Coupe du monde 2003 Coupe du monde 2004-2005
La Coupe du monde de cyclisme sur piste 2004 est une compétition de cyclisme sur piste organisée par l'Union cycliste internationale. La saison s'est déroulée du 13 février 2004 au 16 mai 2004, en quatre manches à Moscou, Aguascalientes, Manchester et Sydney.

## Classement par pays
| Rang | Pays            | Moscou | Aguascalientes | Manchester | Sydney | Total |
| ---- | --------------- | ------ | -------------- | ---------- | ------ | ----- |
| 1    | Allemagne       |        |                |            |        | 406   |
| 2    | France          |        |                |            |        | 396   |
| 3    | Australie       |        |                |            |        | 393   |
| 4    | Grande-Bretagne |        |                |            |        | 339   |
| 5    | Pays-Bas        |        |                |            |        | 294   |
| 6    | Russie          |        |                |            |        | 265   |
| 7    | États-Unis      |        |                |            |        | 262   |
| 8    | Espagne         |        |                |            |        | 203   |
| 9    | Ukraine         |        |                |            |        | 184   |
| 10   | Biélorussie     |        |                |            |        | 129   |

## Hommes

### Kilomètre

#### Résultats
| Date         | Lieu           | Vainqueur     | Deuxième        | Troisième         |
| ------------ | -------------- | ------------- | --------------- | ----------------- |
| février 2004 | Moscou         | Theo Bos      | Jason Queally   | Carsten Bergemann |
| mars 2004    | Aguascalientes | Stefan Nimke  | Arnaud Tournant | Ben Kersten       |
| avril 2004   | Manchester     | Craig MacLean | Theo Bos        | Sören Lausberg    |
| mai 2004     | Sydney         | Chris Hoy     | Ahmed López     | Masaki Inoue      |

#### Classement
| Pos. | Cycliste     | Mos | Agu | Man | Syd | Pts |
| 1.   | Theo Bos     |     |     |     |     |     |
| 2.   | Ahmed López  |     |     |     |     |     |
| 3.   | Stefan Nimke |     |     |     |     |     |

### Keirin

#### Résultats
| Date         | Lieu           | Vainqueur        | Deuxième                | Troisième             |
| ------------ | -------------- | ---------------- | ----------------------- | --------------------- |
| février 2004 | Moscou         | Jens Fiedler     | Jobie Dajka             | Pavel Buráň           |
| mars 2004    | Aguascalientes | Mickaël Bourgain | Jan van Eijden          | José Antonio Escuredo |
| avril 2004   | Manchester     | Shane Kelly      | Josiah Ng On Lam        | Florian Rousseau      |
| mai 2004     | Sydney         | Jobie Dajka      | José Antonio Villanueva | Anthony Peden         |

#### Classement
| Pos. | Cycliste         | Mos | Agu | Man | Syd | Pts |
| 1.   | Jobie Dajka      |     |     |     |     |     |
| 2.   | Mickaël Bourgain |     |     |     |     |     |
| 3.   | Josiah Ng On Lam |     |     |     |     |     |

### Vitesse individuelle

#### Résultats
| Date         | Lieu           | Vainqueur        | Deuxième                | Troisième        |
| ------------ | -------------- | ---------------- | ----------------------- | ---------------- |
| février 2004 | Moscou         | Jens Fiedler     | René Wolff              | Theo Bos         |
| mars 2004    | Aguascalientes | Mickaël Bourgain | Laurent Gané            | Josiah Ng On Lam |
| avril 2004   | Manchester     | Damian Zieliński | Florian Rousseau        | Jan van Eijden   |
| mai 2004     | Sydney         | Craig MacLean    | José Antonio Villanueva | Takashi Kaneko   |

#### Classement
| Pos. | Cycliste         | Mos | Agu | Man | Syd | Pts |
| 1.   | Damian Zieliński |     |     |     |     |     |
| 2.   | René Wolff       |     |     |     |     |     |
| 3.   | Laurent Gané     |     |     |     |     |     |

### Vitesse par équipes

#### Résultats
| Date         | Lieu           | Vainqueur                                            | Deuxième                                                 | Troisième                                                                     |
| ------------ | -------------- | ---------------------------------------------------- | -------------------------------------------------------- | ----------------------------------------------------------------------------- |
| février 2004 | Moscou         | Allemagne René Wolff Jens Fiedler Carsten Bergemann  | Grande-Bretagne Chris Hoy Craig MacLean Jason Queally    | Espagne José Antonio Escuredo Salvador Melià José Antonio Villanueva Trinidad |
| mars 2004    | Aguascalientes | France Mickaël Bourgain Laurent Gané Arnaud Tournant | Japon Toshiaki Fushimi Masaki Inoue Tomohiro Nagatsuka   | Allemagne Stefan Nimke Michael Seidenbecher Jan van Eijden                    |
| avril 2004   | Manchester     | Grande-Bretagne Craig MacLean Jamie Staff Chris Hoy  | Pays-Bas Jan Bos Theo Bos Teun Mulder                    | France Grégory Baugé Florian Rousseau François Pervis                         |
| mai 2004     | Sydney         | Grande-Bretagne Chris Hoy Craig MacLean Jamie Staff  | Pologne Rafal Furman Łukasz Kwiatkowski Damian Zieliński | Japon Toshiaki Fushimi Yuichiro Kamiyama Tomohiro Nagatsuka                   |

#### Classement
| Pos. | Équipe          | Mos | Agu | Man | Syd | Pts |
| 1.   | Grande-Bretagne |     |     |     |     |     |
| 2.   | Allemagne       |     |     |     |     |     |
| 3.   | France          |     |     |     |     |     |

### Poursuite individuelle

#### Résultats
| Date         | Lieu           | Vainqueur     | Deuxième         | Troisième       |
| ------------ | -------------- | ------------- | ---------------- | --------------- |
| février 2004 | Moscou         | Robert Bartko | Volodymyr Dyudya | Alexei Markov   |
| mars 2004    | Aguascalientes | Sergi Escobar | Fabien Sanchez   | Vasil Kiryienka |
| avril 2004   | Manchester     | Bradley McGee | Sergi Escobar    | Paul Manning    |
| mai 2004     | Sydney         | Paul Manning  | Volodymyr Dyudya | Levi Heimans    |

#### Classement
| Pos. | Cycliste         | Mos | Agu | Man | Syd | Pts |
| 1.   | Sergi Escobar    |     |     |     |     |     |
| 2.   | Paul Manning     |     |     |     |     |     |
| 3.   | Volodymyr Dyudya |     |     |     |     |     |

### Poursuite par équipes

#### Résultats
| Date         | Lieu           | Vainqueur                                                                       | Deuxième                                                                    | Troisième                                                                    |
| ------------ | -------------- | ------------------------------------------------------------------------------- | --------------------------------------------------------------------------- | ---------------------------------------------------------------------------- |
| février 2004 | Moscou         | Lituanie Raimondas Vilčinskas Aivaras Baranauskas Linas Balčiūnas Tomas Vaitkus | Ukraine Volodymyr Dyudya Roman Kononenko Vitaliy Popkov Volodymyr Zagorodny | Russie Oleg Grishkine Alexander Khatuntsev Alexei Markov Alexey Shmidt       |
| mars 2004    | Aguascalientes | France Anthony Langella Fabien Merciris Franck Perque Fabien Sanchez            | Nouvelle-Zélande Jason Allen Richard Bowker Hayden Godfrey Timothy Gudsell  | Espagne Carlos Castaño Panadero Sergi Escobar Guillermo Ferrer Asier Maeztu  |
| avril 2004   | Manchester     | Grande-Bretagne Robert Hayles Paul Manning Chris Newton Bryan Steel             | Pays-Bas Levi Heimans Jens Mouris Peter Schep Jeroen Straathof              | Australie Ashley Hutchinson Brett Lancaster Bradley McGee Stephen Wooldridge |
| mai 2004     | Sydney         | Grande-Bretagne Robert Hayles Paul Manning Russell Downing Bryan Steel          | Pays-Bas Levi Heimans Jens Mouris Peter Schep Jeroen Straathof              | Allemagne Robert Bengsch Guido Fulst Christian Lademann Leif Lampater        |

#### Classement
| Pos. | Équipe           | Mos | Agu | Man | Syd | Pts |
| 1.   | Nouvelle-Zélande |     |     |     |     |     |
| 2.   | Grande-Bretagne  |     |     |     |     |     |
| 3.   | France           |     |     |     |     |     |

### Course aux points

#### Résultats
| Date         | Lieu           | Vainqueur             | Deuxième       | Troisième             |
| ------------ | -------------- | --------------------- | -------------- | --------------------- |
| février 2004 | Moscou         | Marco Arriagada       | Milton Wynants | Juan Esteban Curuchet |
| mars 2004    | Aguascalientes | Juan Esteban Curuchet | Franck Perque  | Angelo Ciccone        |
| avril 2004   | Manchester     | Joan Llaneras         | Wong Kam Po    | Colby Pearce          |
| mai 2004     | Sydney         | Colby Pearce          | Chris Newton   | Joan Llaneras         |

#### Classement
| Pos. | Cycliste      | Mos | Agu | Man | Syd | Pts |
| 1.   | Joan Llaneras |     |     |     |     |     |
| 2.   | Chris Newton  |     |     |     |     |     |
| 3.   | Colby Pierce  |     |     |     |     |     |

### Scratch

#### Résultats
| Date         | Lieu           | Vainqueur       | Deuxième          | Troisième          |
| ------------ | -------------- | --------------- | ----------------- | ------------------ |
| février 2004 | Moscou         | Walter Pérez    | Volodymyr Rybin   | Chris Newton       |
| mars 2004    | Aguascalientes | Colby Pearce    | Gregory Henderson | Franco Marvulli    |
| avril 2004   | Manchester     | Mark Renshaw    | Franck Perque     | Robert Hayles      |
| mai 2004     | Sydney         | Robert Slippens | Dean Downing      | Matthieu Ladagnous |

#### Classement
| Pos. | Cycliste        | Mos | Agu | Man | Syd | Pts |
| 1.   | Franco Marvulli |     |     |     |     |     |
| 2.   | Colby Pierce    |     |     |     |     |     |
| 3.   | Robert Slippens |     |     |     |     |     |

### Américaine

#### Résultats
| Date         | Lieu           | Vainqueur                                    | Deuxième                                   | Troisième                               |
| ------------ | -------------- | -------------------------------------------- | ------------------------------------------ | --------------------------------------- |
| février 2004 | Moscou         | Argentine Juan Esteban Curuchet Walter Pérez | Autriche Roland Garber Franz Stocher       | Russie Oleg Grishkine Sergey Koudentsov |
| mars 2004    | Aguascalientes | Ukraine Volodymyr Rybin Vasyl Yakovlev       | Suisse Alexander Aeschbach Franco Marvulli | Autriche Roland Garber Franz Stocher    |
| avril 2004   | Manchester     | Tchéquie Martin Bláha Petr Lazar             | Ukraine Volodymyr Rybin Vasyl Yakovlev     | Slovaquie Martin Liska Jozef Zabka      |
| mai 2004     | Sydney         | Argentine Juan Esteban Curuchet Walter Pérez | Espagne Miguel Alzamora Joan Llaneras      | Suisse Franco Marvulli Bruno Risi       |

#### Classement
| Pos. | Équipe    | Mos | Agu | Man | Syd | Pts |
| 1.   | Suisse    |     |     |     |     |     |
| 2.   | Argentine |     |     |     |     |     |
| 3.   | Autriche  |     |     |     |     |     |

## Femmes

### 500 mètres

#### Résultats
| Date         | Lieu           | Vainqueur            | Deuxième         | Troisième          |
| ------------ | -------------- | -------------------- | ---------------- | ------------------ |
| février 2004 | Moscou         | Natallia Tsylinskaya | Cuihua Jiang     | Yvonne Hijgenaar   |
| mars 2004    | Aguascalientes | Natallia Tsylinskaya | Anna Meares      | Yvonne Hijgenaar   |
| avril 2004   | Manchester     | Yvonne Hijgenaar     | Yonghua Jiang    | Victoria Pendleton |
| mai 2004     | Sydney         | Yvonne Hijgenaar     | Lori-Ann Muenzer | Clara Sanchez      |

#### Classement
| Pos. | Cycliste             | Mos | Agu | Man | Syd | Pts |
| 1.   | Yvonne Hijgenaar     |     |     |     |     |     |
| 2.   | Natallia Tsylinskaya |     |     |     |     |     |
| 3.   | Jiang Cuihua         |     |     |     |     |     |

### Keirin

#### Résultats
| Date         | Lieu           | Vainqueur          | Deuxième      | Troisième       |
| ------------ | -------------- | ------------------ | ------------- | --------------- |
| février 2004 | Moscou         | Shuang Guo         | Katrin Meinke | Oksana Grichina |
| mars 2004    | Aguascalientes | Simona Krupeckaitė | Jennie Reed   | Anna Meares     |
| avril 2004   | Manchester     | Jennie Reed        | Susan Panzer  | Daniela Larreal |
| mai 2004     | Sydney         | Shuang Guo         | Jennie Reed   | Katrin Meinke   |

#### Classement
| Pos. | Cycliste        | Mos | Agu | Man | Syd | Pts |
| 1.   | Jennie Reed     |     |     |     |     |     |
| 2.   | Katrin Meinke   |     |     |     |     |     |
| 3.   | Oksana Grichina |     |     |     |     |     |

### Vitesse individuelle

#### Résultats
| Date         | Lieu           | Vainqueur             | Deuxième             | Troisième          |
| ------------ | -------------- | --------------------- | -------------------- | ------------------ |
| février 2004 | Moscou         | Svetlana Grankovskaia | Natallia Tsylinskaya | Tamilla Abassova   |
| mars 2004    | Aguascalientes | Natallia Tsylinskaya  | Tanya Lindenmuth     | Simona Krupeckaitė |
| avril 2004   | Manchester     | Victoria Pendleton    | Irina Yanovych       | Susan Panzer       |
| mai 2004     | Sydney         | Anna Meares           | Tanya Lindenmuth     | Lori-Ann Muenzer   |

#### Classement
| Pos. | Cycliste              | Mos | Agu | Man | Syd | Pts |
| 1.   | Natallia Tsylinskaya  |     |     |     |     |     |
| 2.   | Victoria Pendleton    |     |     |     |     |     |
| 3.   | Svetlana Grankovskaya |     |     |     |     |     |

### Vitesse par équipes

#### Résultats
| Date         | Lieu           | Vainqueur                                    | Deuxième                                 | Troisième                                  |
| ------------ | -------------- | -------------------------------------------- | ---------------------------------------- | ------------------------------------------ |
| février 2004 | Moscou         | Russie Svetlana Grankovskaia Oksana Grichina | France Céline Nivert Clara Sanchez       | Pays-Bas Yvonne Hijgenaar Willy Kanis      |
| mars 2004    | Aguascalientes | Australie Rosealee Hubbard Anna Meares       | France Céline Nivert Clara Sanchez       | Pays-Bas Yvonne Hijgenaar Willy Kanis      |
| avril 2004   | Manchester     | Allemagne Katrin Meinke Susan Panzer         | France Céline Nivert Clara Sanchez       | Australie Rosealee Hubbard Kristine Bayley |
| mai 2004     | Sydney         | Allemagne Kathrin Freitag Katrin Meinke      | Australie Rebecca Ellis Rosealee Hubbard | Russie Oksana Grishina Anastasia Tchulkova |

#### Classement
| Pos. | Équipe    | Mos | Agu | Man | Syd | Pts |
| 1.   | Australie |     |     |     |     |     |
| 2.   | France    |     |     |     |     |     |
| 3.   | Allemagne |     |     |     |     |     |

### Poursuite individuelle

#### Résultats
| Date         | Lieu           | Vainqueur       | Deuxième        | Troisième         |
| ------------ | -------------- | --------------- | --------------- | ----------------- |
| février 2004 | Moscou         | Karin Thürig    | Olga Slyusareva | Hanka Kupfernagel |
| mars 2004    | Aguascalientes | Sarah Ulmer     | Elena Tchalykh  | Emma Davies       |
| avril 2004   | Manchester     | Katherine Bates | Emma Davies     | Hanka Kupfernagel |
| mai 2004     | Sydney         | Sarah Ulmer     | Karin Thürig    | Alexis Rhodes     |

#### Classement
| Pos. | Cycliste     | Mos | Agu | Man | Syd | Pts |
| 1.   | Sarah Ulmer  |     |     |     |     |     |
| 2.   | Karin Thürig |     |     |     |     |     |
| 3.   | Emma Davies  |     |     |     |     |     |

### Course aux points

#### Résultats
| Date         | Lieu           | Vainqueur       | Deuxième           | Troisième       |
| ------------ | -------------- | --------------- | ------------------ | --------------- |
| février 2004 | Moscou         | Olga Slyusareva | Belem Guerrero     | Yoanka González |
| mars 2004    | Aguascalientes | Erin Mirabella  | Lada Kozlíková     | Yoanka González |
| avril 2004   | Manchester     | Katherine Bates | Hanka Kupfernagel  | Belem Guerrero  |
| mai 2004     | Sydney         | Alexis Rhodes   | Lyudmyla Vypyraylo | Sarah Ulmer     |

#### Classement
| Pos. | Cycliste        | Mos | Agu | Man | Syd | Pts |
| 1.   | Belem Guerrero  |     |     |     |     |     |
| 2.   | Yoanka González |     |     |     |     |     |
| 3.   | Olga Slyusareva |     |     |     |     |     |

### Scratch

#### Résultats
| Date         | Lieu           | Vainqueur       | Deuxième                | Troisième        |
| ------------ | -------------- | --------------- | ----------------------- | ---------------- |
| février 2004 | Moscou         | Olga Slyusareva | Lyudmyla Vypyraylo      | Giorgia Bronzini |
| mars 2004    | Aguascalientes | Elena Tchalykh  | Gema Pascual Torrecilla | Sarah Ulmer      |
| avril 2004   | Manchester     | Alison Wright   | Rochelle Gilmore        | Rebecca Quinn    |
| mai 2004     | Sydney         | Adrie Visser    | Sung Eun Gu             | Rebecca Quinn    |

#### Classement
| Pos. | Cycliste           | Mos | Agu | Man | Syd | Pts |
| 1.   | Olga Slyusareva    |     |     |     |     |     |
| 2.   | Lyudmyla Vypyraylo |     |     |     |     |     |
| 3.   | Gema Pascual       |     |     |     |     |     |

## Sources
- Résultats masculins de Moscou, sur le site de l'UCI
- Résultats féminins de Moscou, sur le site de l'UCI
- Résultats d'Aguascalientes sur Cyclingnews.com
- Résultats de Manchester sur Cyclingnews.com
- Résultats de Sydney sur Cyclingnews.com
- Classements généraux de la Coupe du monde, sur le site de l'UCI